# Grand Prix automobile de France 1925
Le Grand Prix automobile de France 1925 est un Grand Prix qui s'est tenu sur l'Autodrome de Linas-Montlhéry le 26 juillet 1925. Remporté par les Français Robert Benoist et Albert Divo sur Delage, le Grand Prix est marqué par l'accident mortel du pilote Alfa Romeo Antonio Ascari.

## Classement de la course
| Pos. | no | Pilote                     | Écurie                     | Châssis         | Tours | Temps/Abandon     |
| ---- | -- | -------------------------- | -------------------------- | --------------- | ----- | ----------------- |
| 1    | 10 | Robert Benoist Albert Divo | Automobiles Delage         | Delage 2LCV     | 80    | 8 h 54 min 41 s 2 |
| 2    | 14 | Louis Wagner Paul Torchy   | Automobiles Delage         | Delage 2LCV     | 80    | + 7 min 48 s 2    |
| 3    | 7  | Giulio Masetti             | Sunbeam                    | Sunbeam         | 80    | + 11 min 34 s     |
| 4    | 13 | Meo Costantini             | Automobiles Ettore Bugatti | Bugatti Type 35 | 80    | + 12 min 57 s 2   |
| 5    | 9  | Jules Goux                 | Automobiles Ettore Bugatti | Bugatti Type 35 | 80    | + 20 min 30 s     |
| 6    | 15 | Ferdinand de Vizcaya       | Automobiles Ettore Bugatti | Bugatti Type 35 | 80    | + 26 min 7 s 2    |
| 7    | 5  | Pierre de Vizcaya          | Automobiles Ettore Bugatti | Bugatti Type 35 | 80    | + 46 min 20 s 4   |
| 8    | 52 | Giulio Foresti             | Automobiles Ettore Bugatti | Bugatti Type 35 | 80    | + 54 min 57 s 4   |
| Abd. | 3  | Giuseppe Campari           | Alfa Corse                 | Alfa Romeo P2   | 40    | Retrait           |
| Abd. | 1  | Henry Segrave              | Sunbeam                    | Sunbeam         | 31    | Moteur            |
| Abd. | 12 | Gastone Brilli-Peri        | Alfa Corse                 | Alfa Romeo P2   | 31    | Retrait           |
| Abd. | 11 | Caberto Conelli            | Sunbeam                    | Sunbeam         | 22    | Freins            |
| Abd. | 8  | Antonio Ascari             | Alfa Corse                 | Alfa Romeo P2   | 22    | Accident mortel   |
| Abd. | 6  | Albert Divo                | Automobiles Delage         | Delage 2LCV     | 7     | Compresseur       |

- Légende: Abd.=Abandon.

## Pole position et record du tour
- Pole position :  Henry Segrave (Sunbeam) par tirage au sort.
- Meilleur tour en course :  Albert Divo (Delage) en 5 min 48 s 0.